# Tetjana Perebyjnis
Tetjana Perebyjnis (Тетяна Юріївна Перебийніс) (Charkov, 15 december 1982) is een voormalig professioneel tennisspeelster uit Oekraïne. Zij begon met tennis op zevenjarige leeftijd. In 2000 won zij de finale van het juniorentoernooi van Wimbledon. Zij werd gecoacht door haar man Dimitriy "Dima" Zadorozhniy. In 2005 bereikte zij de finale van het gemengd dubbelspeltoernooi van Wimbledon, samen met Paul Hanley.

## Posities op deWTA-ranglijst
Positie per einde seizoen:
| jaar | rang enkelspel | rang dubbelspel |
| ---- | -------------- | --------------- |
| 2008 | 89             | 67              |
| 2007 | 96             | 58              |
| 2006 | 158            | 71              |
| 2005 | 214            | 57              |
| 2004 | 90             | 96              |
| 2003 | 80             | 55              |
| 2002 | 114            | 80              |
| 2001 | 148            | 132             |
| 2000 | 188            | 179             |
| 1999 | 267            | 250             |
| 1998 | 500            | 704             |

## Resultaten grandslamtoernooien
| Legenda | Legenda                          |
| ------- | -------------------------------- |
| g.t.    | geen toernooi gehouden           |
| l.c.    | lagere categorie                 |
| –       | niet deelgenomen                 |
| G       | uitgeschakeld in de groepsfase   |
| 1R      | uitgeschakeld in de eerste ronde |
| 2R      | uitgeschakeld in de tweede ronde |
| 3R      | uitgeschakeld in de derde ronde  |
| 4R      | uitgeschakeld in de vierde ronde |
| KF      | uitgeschakeld in de kwartfinale  |
| HF      | uitgeschakeld in de halve finale |
| F       | de finale verloren               |
| W       | het toernooi gewonnen            |
| w-v     | winst/verlies-balans             |

### Enkelspel
| Toernooi        | 2001 | 2002 | 2003 | 2004 | 2005 |    | 2007 | 2008 | 2009 |
| --------------- | ---- | ---- | ---- | ---- | ---- | -- | ---- | ---- | ---- |
| Australian Open | –    | –    | –    | 1R   | 2R   | –  | 2R   | –    |      |
| Roland Garros   | –    | –    | 1R   | 3R   | 1R   | –  | 1R   | –    |      |
| Wimbledon       | –    | 1R   | 2R   | 3R   | 1R   | 2R | 2R   | 1R   |      |
| US Open         | 1R   | –    | 2R   | 1R   | –    | 1R | 3R   | –    |      |

### Vrouwendubbelspel
| Toernooi        | 2001 | 2002 | 2003 | 2004 | 2005 | 2006 | 2007 | 2008 | 2009 |
| --------------- | ---- | ---- | ---- | ---- | ---- | ---- | ---- | ---- | ---- |
| Australian Open | –    | 1R   | 1R   | 1R   | 1R   | –    | 1R   | 3R   | –    |
| Roland Garros   | –    | 2R   | 1R   | 2R   | 1R   | –    | 3R   | 1R   | –    |
| Wimbledon       | 1R   | 2R   | 1R   | –    | 2R   | HF   | 1R   | 2R   | 2R   |
| US Open         | 2R   | 1R   | 2R   | 1R   | –    | 1R   | 2R   | 1R   | –    |

### Gemengd dubbelspel
| Toernooi        | 2004 | 2005 | 2006 | 2007 |
| --------------- | ---- | ---- | ---- | ---- |
| Australian Open | –    | –    | –    | –    |
| Roland Garros   | –    | –    | –    | –    |
| Wimbledon       | 1R   | F    | 2R   | 3R   |
| US Open         | –    | –    | –    | –    |

## Palmares
| Legenda                |
| ---------------------- |
| Grandslamtoernooi      |
| Olympische Spelen      |
| Year-End Championships |
| Tier I                 |
| Tier II                |
| Tier III               |
| Tier IV & V            |

### WTA-finaleplaatsen enkelspel
| nr.              | finale     | toernooi      | ondergrond | tegenstandster | score    |         |
| ---------------- | ---------- | ------------- | ---------- | -------------- | -------- | ------- |
| gewonnen finales |            |               |            |                |          |         |
| geen             |            |               |            |                |          |         |
| verloren finales |            |               |            |                |          |         |
| 1.               | 2004-08-08 | WTA Stockholm | hardcourt  | Alicia Molik   | 1-6, 1-6 | details |

### WTA-finaleplaatsen dubbelspel
| nr.                                 | finale     | toernooi        | ondergrond | partner                    | tegenstandsters                                        | score            |         |
| ----------------------------------- | ---------- | --------------- | ---------- | -------------------------- | ------------------------------------------------------ | ---------------- | ------- |
| gewonnen finales vrouwendubbelspel  |            |                 |            |                            |                                                        |                  |         |
| 1.                                  | 2002-06-16 | WTA Tasjkent    | hardcourt  | Tatjana Poetsjek           | Mia Buric Galina Fokina                                | 7-5, 6-2         | details |
| 2.                                  | 2003-08-02 | WTA Sopot       | gravel     | Silvija Talaja             | Maret Ani Libuše Průšová                               | 6-4, 6-2         | details |
| 3.                                  | 2005-02-27 | WTA Acapulco    | gravel     | Alina Zjidkova             | Rosa María Andrés Rodríguez Conchita Martínez Granados | 7-5, 6-3         | details |
| 4.                                  | 2005-05-01 | WTA Warschau    | gravel     | Barbora Strýcová           | Klaudia Jans Alicja Rosolska                           | 6-1, 6-4         | details |
| 5.                                  | 2007-05-06 | WTA Warschau    | gravel     | Vera Doesjevina            | Jelena Lichovtseva Jelena Vesnina                      | 7-5, 3-6, [10-2] | details |
| 6.                                  | 2008-05-24 | WTA Straatsburg | gravel     | Yan Zi                     | Chan Yung-jan Chuang Chia-jung                         | 6-4, 6-7, [10-6] | details |
| verloren finales vrouwendubbelspel  |            |                 |            |                            |                                                        |                  |         |
| 1.                                  | 2001-06-17 | WTA Tasjkent    | hardcourt  | Tatjana Poetsjek           | Petra Mandula Patricia Wartusch                        | 1-6, 4-6         | details |
| 2.                                  | 2003-02-23 | WTA Bogota      | gravel     | Tina Križan                | Katarina Srebotnik Åsa Svensson                        | 2-6, 1-6         | details |
| 3.                                  | 2003-04-20 | WTA Boedapest   | gravel     | Conchita Martínez Granados | Petra Mandula Olena Tatarkova                          | 3-6, 1-6         | details |
| 4.                                  | 2003-08-10 | WTA Helsinki    | gravel     | Silvija Talaja             | Jevgenia Koelikovskaja Olena Tatarkova                 | 2-6, 4-6         | details |
| 5.                                  | 2008-01-12 | WTA Sydney      | hardcourt  | Tatjana Poetsjek           | Yan Zi Zheng Jie                                       | 4-6, 6-7         | details |
| verloren finales gemengd dubbelspel |            |                 |            |                            |                                                        |                  |         |
| 1.                                  | 2005-07-03 | Wimbledon       | gras       | Paul Hanley                | Mary Pierce Mahesh Bhupathi                            | 4-6, 2-6         | details |